# Сантьяго-дель-Кольядо
Сантьяго-дель-Кольядо (ісп. Santiago del Collado) — муніципалітет в Іспанії, у складі автономної спільноти Кастилія-і-Леон, у провінції Авіла. Населення — 209 осіб (2010).
Муніципалітет розташований на відстані близько 140 км на захід від Мадрида, 60 км на південний захід від Авіли.
На території муніципалітету розташовані такі населені пункти: (дані про населення за 2010 рік)
- Касас-де-Наванкуерда: 15 осіб
- Ель-Кольядо: 4 особи
- Ла-Ластра: 52 особи
- Навальмаїльйо: 44 особи
- Навамуньяна: 18 осіб
- Ногаль: 16 осіб
- Сантьяго-дель-Кольядо: 15 осіб
- Сантіусте: 4 особи
- Вальделагуна: 14 осіб
- Сарсаль: 10 осіб
- Ла-Вента-дель-Альто: 17 осіб

## Демографія
Динаміка населення (INE ):